# Аквеліна Лівмане
Аквеліна Лівмане (латис. Akvelīna Līvmane; 13 липня 1951 року) — радянська і латвійська актриса театру і кіно. Заслужена артистка Латвійської РСР (1989).

## Біографія
Аквеліна Лівмане народилася 13 липня 1951 року в селищі Дубна Даугавпилського району Латвійської РСР.
Закінчила Валмієрську 3-тю середню школу в 1969 році, Народну студію кіноактора Ризької кіностудії і театральний факультет Латвійської державної консерваторії імені Я. Вітола (п'ята студія Театру Дайлес, 1974). Вчилася на архітектурному факультеті Ризького політехнічного інституту (1969—1971).
Знімалася у фільмах Ризької кіностудії, викладала акторську майстерність у Народній студії кіноактора. 
Лауреат кінофестивалю «Великий Кристап» в номінації «Найкраща актриса» за виконання однієї з головних ролей у фільмі режисера Яніса Стрейча «Осінні троянди» (2005).
Була одружена з актором Янісом Паукштелло.

## Визнання і нагороди
- 1989 — Заслужена артистка Латвійської РСР

### Ролі в театрі

#### Театр Дайлес
- 1972 — «Отілія та діти її дітей» Ґунарс Пріеде —  Хелга
- 1973 — «Коротке наставляння в любові» Рудольфа Блауманіса —  Ілзе
- 1974 — «Продавець дощу» Н. Річарда Неша —  Лізі
- 1974 — «Останній бар'єр» інсценування розповіді Андрія Дріпе —  Пума
- 1975 — «Бранд»  Генріка Ібсена —  Герда
- 1977 — «Приходь на сходи грати» Гунара Прієде —  Белла
- 1977 — «Близнюки Чортова кряжа» Еґонса Лівса —  Занда
- 1979 — «Міндовг» Я. Марцинкевича —  Морта
- 1981 — «Йосип і його брати» Райніса —  Аснате
- 1984 — «І довше століття триває день»  Чингіза Айтматова —  Заріпа
- 1985 — «Суд»  Мари Заліте —  Смерть
- 1987 — «Блискучий і темно-блакитний» Петеріса Петерсона —  Северина
- 1989 — «Плащ Казанови» Аншлава Еглітіс —  Анна
- 1991 — «  Чудова подорож Нільса з дикими гусьми »  Сельми Лагерлеф —  Лиса Смірре
- 1993 — «Слуга двох панів»  Карло Гольдоні —  Беатріче
- 1993 — «Господар» Арія Гейкінса —  Вона
- 1993 — «Танці під час Лунази» Брайана Фріла —  Агнеса
- 1994 — «Кредитори» Юхана Августа Стринберга —  Тёкла
- 1994 — «Носоріг»  Ежена Іонеско
- 1995 — «Едіп і Антігона» Софокла —  Исмена
- 1997 — «З днем народження, Ванда Джун!»  Курта Воннеґута —  Пенелопа
- 1997 — «Стигма» Г. Репше —  Ася
- 1997 — «Чарівна лампа Аладдіна» Г. Редера —  Ель Пінтачі
- 1997 — «Фіолетовий махровий рушник»  Гунара Прієде —  Зіна
- 1998 — «Вій, вітерець!» Райніса —  Ціепа
- 1999 — «Хлопчаки села Замшелого» Андрія Упита —  Вірпуліене
- 2001 — «Сир і мармелад» Л. Гундарса —  Аніта
- 2001 — «Маленький сімейний бізнес» Алана Ейкборн —  Поппі

#### Театр Скатуве
- 1996 — «Вечірній коктейль» Томаса Еліота — Юлія

## Фільмографія
- 1971 — Спадкоємці військової дороги — Ілзе
- 1973 — Олег і Айна — Інга
- 1974 — Не бійся, не віддам!
- 1974 — Яблуко в річці — Аніта
- 1975 — Мій друг — людина несерйозна — туристка
- 1976 — Під страхом меча — мати Майї
- 1977 — Подарунки по телефону — Інна Даркевица
- 1977 — Відблиск у воді — доктор
- 1977 — І краплі роси на світанку — Валя
- 1978 — Тому що я — Айвар Лідак
- 1978 — Чоловічі ігри на свіжому повітрі — Таня
- 1979 — Ніч без птахів — Паула
- 1979 — Незавершена вечеря — Оса Турелль
- 1979 — Чекайте «Джона Графтона» — Енн
- 1980 — Побажай мені нельотної погоди — Маргарита
- 1981 — Жінка в білому — Меріан Хелком
- 1982 — Особисте життя Діда Мороза — Самміту
- 1983 — Сад з привидом — Лінда
- 1991 — Дитя людське — мати Боніфація
- 1992 — Таємниці сім'ї де Граншан
- 2004 — Осінні троянди